# Ганс-Тіс Леман
Ганс-Тіс Леман (нім. Hans-Thies Lehmann; 22 вересня 1944 року, Ерінгсгаузен, Німеччина — 16 липня 2022, м. Афіни, Греція) — німецький театрознавець, германіст та компаративіст.
Леман вважається[ким?] теоретиком постдраматичного театру. Він публікував праці про сучасний театр, теорію театру, естетичну теорію, та, зокрема, про театральну діяльність Бертольта Брехта та Гайнера Мюллера. Найбільшу відомість отримала його книга «Постдраматичний театр», 1999 р[джерело?]. В ній, розглядаючи розвиток театру з кінця 1960-х років, Леман проголошує еру постдраматичного театру як винахідливу відповідь на появу нових технологій та як історичний перехід від текстової культури до нової медіа-ери зображення та звуку.
Леман також розробляв власні сценічні проєкти та драматургічні роботи в різних театрах.